# Yolanda Becerra
Yolanda Becerra Vega (Barrancabermeja, 19 marzo 1959) è un'attivista e pacifista colombiana.
È la fondatrice della Direzione Nazionale dell'Organizzazione Femminile Popolare (in spagnolo Organización Femenina Popular; OFP), un'entità creata nel 1972 nel Ministero Pastorale della Diocesi, che nel 1988 divenne un'organizzazione autonoma con sede a Barrancabermeja per sostenere le donne nella resistenza pacifica contro la violenza e per difendere il dialogo pacifico. Attualmente è impegnata nella creazione di organismi per le donne, come ad esempio la costruzione di un Museo della Memoria e dei Diritti Umani per le donne.
In oltre quattro decenni di difesa delle donne vittime del conflitto a Barrancabermeja e Magdalena Medio, ha subito persecuzioni e assedi da parte di gruppi paramilitari ed è stata minacciata di morte in diverse occasioni. La Procura Generale ha denunciato il piano dell'Autodefensas Unidas de Colombia di assassinarla. L'Organizzazione Popolare delle Donne ed altri gruppi sociali che si opponevano alla violenza sono stati dichiarati obiettivi militari ed obbligati ad adottare misure di protezione forzate.

## Biografia
Yolanda Becerra è la maggiore di sette figli e appartiene a una famiglia operaia della zona nord-orientale di Barrancabermeja. Suo padre Gustavo Becerra morì quando lei aveva 17 anni. La sua coscienza sociale iniziò a svilupparsi alla scuola Camilo Torres, dove entrò a far parte del movimento studentesco e delle iniziative di letteratura della parrocchia Señor de los Milagros.

A 20 anni, terminate le scuole superiori, iniziò a lavorare come segretaria della parrocchia del settore nord-orientale della sua città, e due anni più tardi iniziò a lavorare nel Ministero Pastorale della Diocesi, un ambiente particolarmente influenzato dalla teologia della liberazione, e iniziò il suo percorso nell'OFP. In un'intervista Becerra ha spiegato che non capiva perché le donne dovessero organizzarsi separatamente quando esistevano già forti movimenti sociali: "Mi sembrava uno spreco e ho fatto i capricci. In seguito ho capito perché era importante avere un'organizzazione femminile".
Le donne di Barrancabermeja-Magdalena Medio andavamo in giro in branco. Ci chiamavano e ci dicevano: stanno per uccidere una persona da quella parte; abbiamo portato lì 100 donne e hanno dovuto arrendersi. Abbiamo salvato molte persone. Era il modo di gestire la paura e di proteggersi senza essere complici della morte.

- Yolanda Becerra in Humanas Colombia

## L'organizzazione Femminile Popolare
Nel 1988 Yolanda Becerra e Rosalba Meriño si impegnarono per l'autonomia dell'OFP nei confronti del ministero pastorale.
Il 23 dicembre 2000, i paramilitari entrarono in città e imposero la loro legge alla popolazione civile. Fu allora che l'OFP assunse una posizione di resistenza in difesa dei diritti civili e politici e cercò sostegno a livello nazionale e internazionale. Molti dei suoi membri sono stati uccisi: Esperanza Amaris nell'ottobre 2003, Diafanol Sierra Vargas nel 2002 e Yamile Agudelo fu torturata e uccisa nel marzo 2006. La stessa Yolanda Becerra è stata aggredita, minacciata e torturata nella sua casa nel 2007.
Nel 2005, Yolanda Becerra fu candidata al Premio Nobel per la pace insieme ad altre 1.000 donne di 155 Paesi.
Nel 2007, poco dopo l'annuncio da parte del governo svedese del conferimento del Premio Per Anger, subì un'aggressione nella sua abitazione.[2] A distanza di anni, Becerra continua a lottare per difendere il dialogo e la pace.

## Premi e riconoscimenti
- 2005: Candidata al Premio Nobel per la pace nell'ambito della proposta 1000 PeaceWomen[6]
- 2007: Premio Per Anger, istituito dal governo svedese per riconoscere coloro che si dedicano alla promozione di attività umanitarie e democratiche[7]
- 2009: Premio Ginetta Sagan assegnato da Amnesty International come riconoscimento a chi si batte in difesa dei diritti umani di donne e bambini[8]